# 雷納索菲亞山
62°40′11″S 60°22′45″W / 62.66972°S 60.37917°W

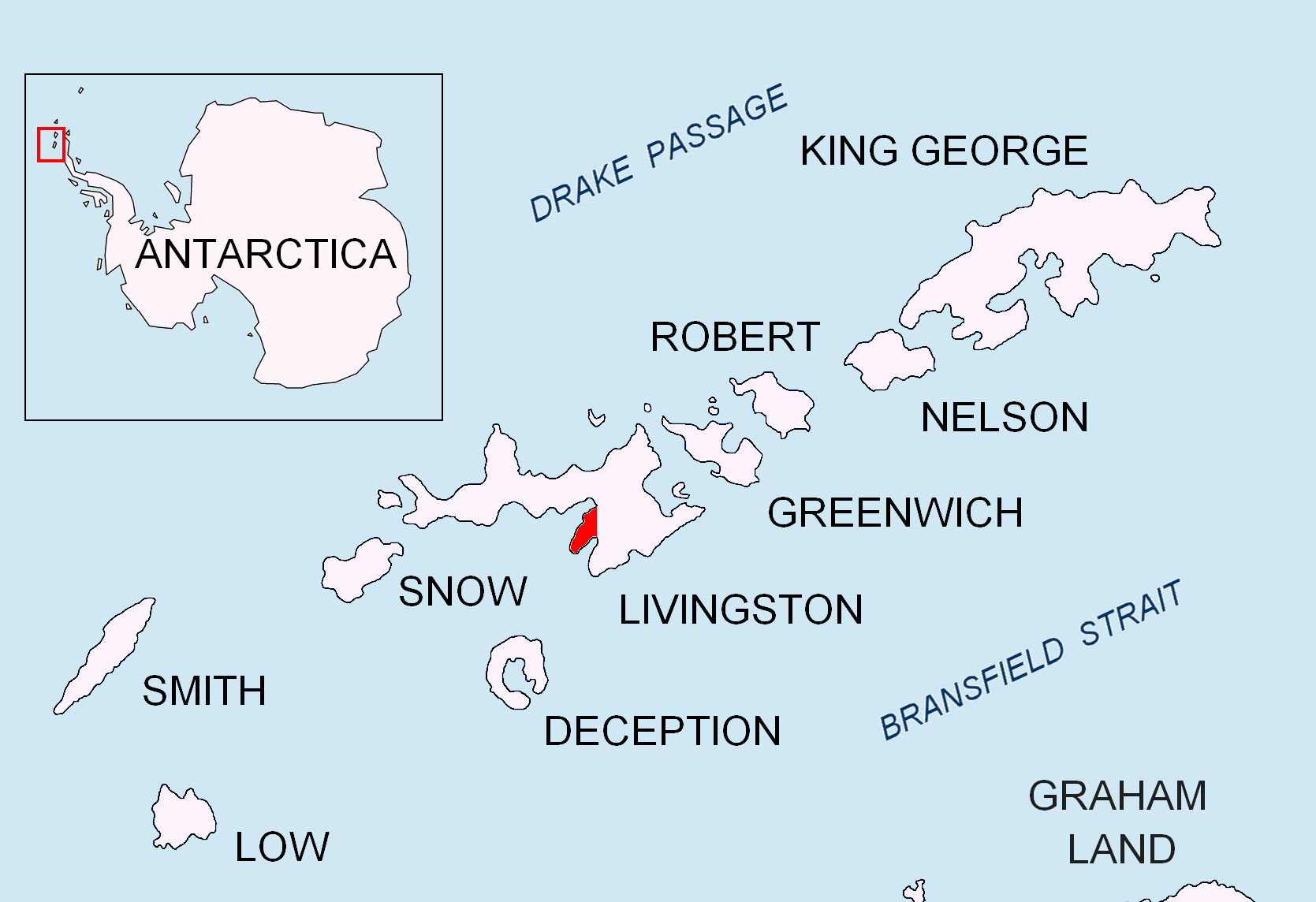

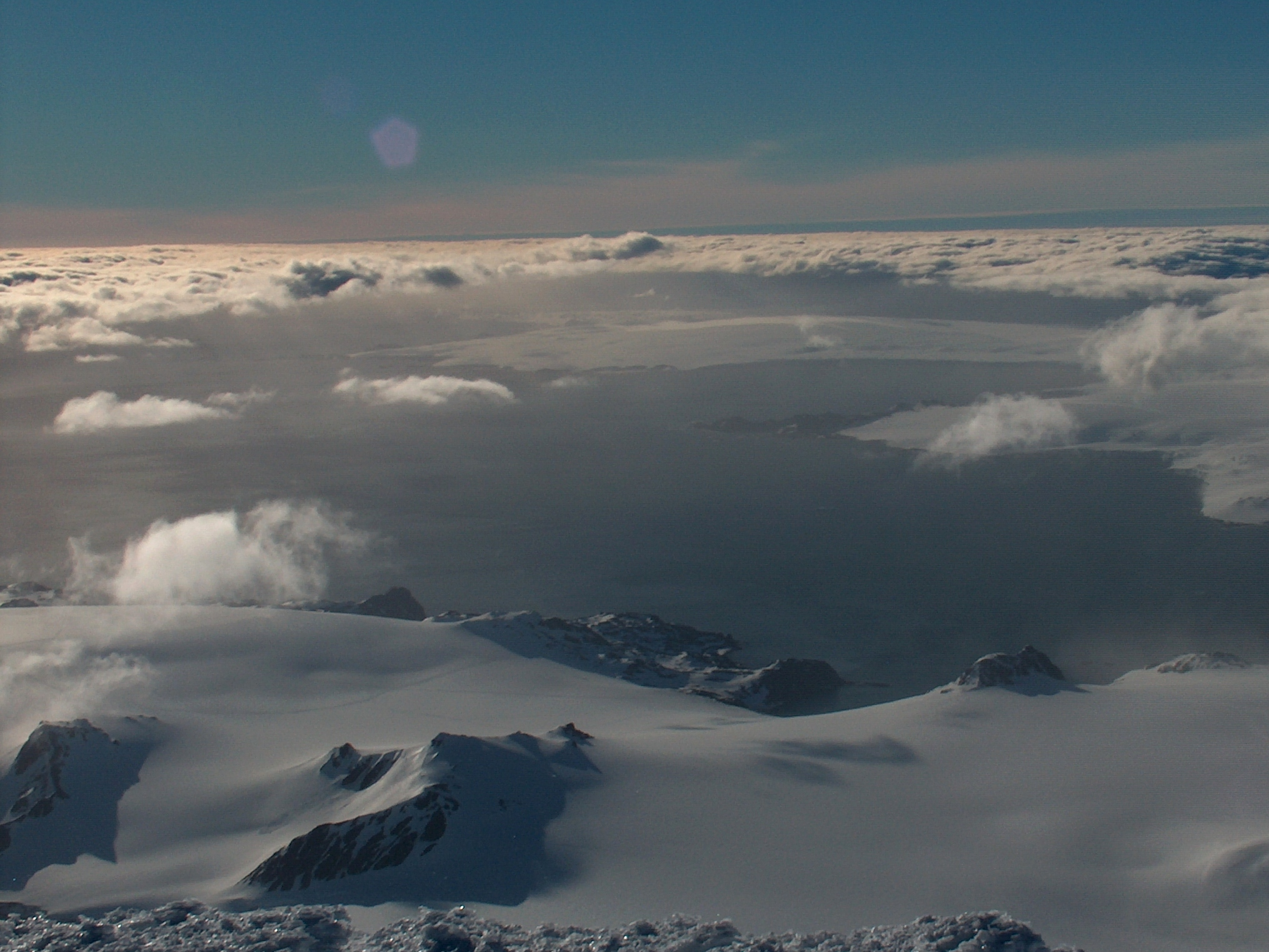

雷納索菲亞山是南極洲的山峰，位於南設得蘭群島中利文斯頓島的赫德半島，處於巴列斯特爾角西南面1.3公里、查魯雅嶺西南面2.24公里、內皮爾峰以西2.85公里和穆爾斯峰西北面2.8公里，海拔高度275米。

## 外部連結
- SCAR Composite Gazetteer of Antarctica（页面存档备份，存于）.